# ییرژی لانگر
ییرژی لانگِر (چکی: Jiří Langer؛ ۱۹ مارس ۱۸۹۴ – ۱۲ مارس ۱۹۴۳) شاعر، محقق و مقاله‌نویس، روزنامه‌نگار و معلم عبری بود. او برادر فرانتیشک لانگر بود.